# Lonny Baxter
Lonny Leroy Baxter (Silver Spring, 27 gennaio 1979) è un ex cestista statunitense, professionista nella NBA, in Europa e in Sudamerica.

## Carriera
È stato selezionato dai Chicago Bulls al secondo giro del Draft NBA 2002 (44ª scelta assoluta).
Con gli Stati Uniti ha disputato le Universiadi di Pechino 2001.

## Palmarès
- Campione NCAA: 1

2002
- Campionato greco: 1

Panathinaikos: 2004-05
- Campionato italiano: 1

Siena: 2006-07
- Coppa di Grecia: 1

Panathinaikos:	2004-05
- ULEB Cup: 1

Joventut Badalona: 2007-08